# Wohn- und Wirtschaftsgebäude Neuenfelde 3
Das Wohn- und Wirtschaftsgebäude Neuenfelde 3, Ecke Alte Liene im niedersächsischen Elsfleth-Moorriem, Bauerschaft Neuenfelde, im Landkreis Wesermarsch, stammt aus dem 18. Jahrhundert.

Aktuell (2023) wird es als Wohnhaus genutzt.
Das Gebäude steht unter Denkmalschutz (siehe auch Liste der Baudenkmale in Elsfleth).

## Geschichte
Die Marschhufensiedlung Moorriem mit der nördlichen Bauerschaft Neuenfelde erstreckt sich über etwa 16 Kilometer, wurde nach 1062 gegründet und erhielt im 14. Jahrhundert die heutige Struktur mit den schmalen, oft extrem langgestreckten Parzellen. Im Abstand von ca. 50 bis 100 Metern liegen zahlreiche Hofstellen auf Wurten.
Das eingeschossige Wohn- und Wirtschaftsgebäude in L-Form als Vierständer-Hallenhaus in Backsteinaußenmauern, mit auf profilierten Knaggen am Wirtschaftsgiebel vorkragendem Krüppelwalmdach, mit Niedersachsengiebeln mit Uhlenloch sowie der Grooten Door mit Rundbogen stammt von 1802 (übergroße Inschrift am Wohngiebel). Anbau eines Stallflügels in Backstein an der südlichen Traufseite am Wirtschaftsgiebel mit Krüppelwalmdach und Ladeluke am Wirtschaftsgiebel. Im  Wohngiebel wurden neun übergroße rechteckige Fenster eingebaut.
Auf dem größeren Hof stehen weitere nicht denkmalgeschützte gewerblich genutzte Anlagen, u. a. auf der Nordseite ein Garagenanbau mit Flachdach.
Das Landesdenkmalamt befand: „… geschichtliche Bedeutung … als beispielhaftes Hallenhaus mit Backsteinaußenmauern aus dem frühen 19. Jh.“